# 青梅鉄道公園
青梅鉄道公園（おうめてつどうこうえん、英称：Ome Railway Park）は、東京都青梅市勝沼2丁目155番地にある鉄道公園。鉄道模型や資料を所蔵する記念館、蒸気機関車（SL）を模した遊戯施設があるほか、引退した鉄道車両を多数展示している。
1962年（昭和37年）10月19日、当時の国鉄が鉄道開業90周年記念事業の一環として永山公園の一角に開園した。現在は東日本旅客鉄道（JR東日本）系の公益財団法人東日本鉄道文化財団が運営している。最寄り駅はJR東日本青梅線の青梅駅。

## 概要
過去に使用された実物の鉄道車両10両（リニューアル工事前）と、ボタン操作で動作する踏切や4灯式信号機を屋外に展示している。記念館では鉄道模型の運転や企画展示を見学できる。
1980年には、昭和天皇が武蔵陵墓地参拝の帰路に行幸されたことがある。
1987年（昭和62年）の国鉄分割民営化によりJR東日本が運営を継承し、1997年（平成9年）4月からは関連組織の財団法人交通文化振興財団が運営を受託していた。2009年（平成21年）4月からは東日本鉄道文化財団が運営を受託している。
施設名が示すように「博物館」ではなく「公園」としての位置づけであり、開園当初は展示されている鉄道車両に自由に立ち入ることが可能で、入場料が無料であった。しかし長年にわたる屋外展示により保存車両の荒廃が進んだことから1997年（平成9年）にいったん休園し、展示車両の補修整備を実施し、それ以後は小学生以上一律100円の入場料を収受している。コロナ禍前で年間7万～8万人が来園していた。
現代の観点ではどちらかと言えば小規模ではあるが、国鉄最後の新造SLで特異なスタイル・運用がされたE10形や、最寄となる青梅線および南武線での最後の運用がされた準鉄道記念物ED16形直流電気機関車などを展示しているほか、新幹線0系電車の展示がある。廉価な入場料設定もあり、手軽な行楽スポットとして人気を博しているほか、20世紀末までは東映の特撮番組のロケーション撮影にも使用されていた。
長らく車両は全て露天展示だったが、車体の腐食防止のため、2007年（平成19年）に上屋の設置工事が行なわれ、現在はほとんどの車両（D51 452号機以外）には屋根がかけられている。0系22-75にはリニューアル工事中の2025年に屋根が設置された。
2010年（平成22年）9月23日、青梅鉄道公園の園長に、7年前からこの公園に住み着いていたメスの三毛猫「のら」が任命された。
2023年（令和5年）9月1日から2025年度（令和7年度）末の期間、リニューアル工事のため休園すると、JR東日本と東日本鉄道文化財団、青梅市が2023年4月26日に公表した。再開園後は「中央線・青梅線の鉄道の歴史を伝える学びの場」とする計画である（後述）。

## 展示車両

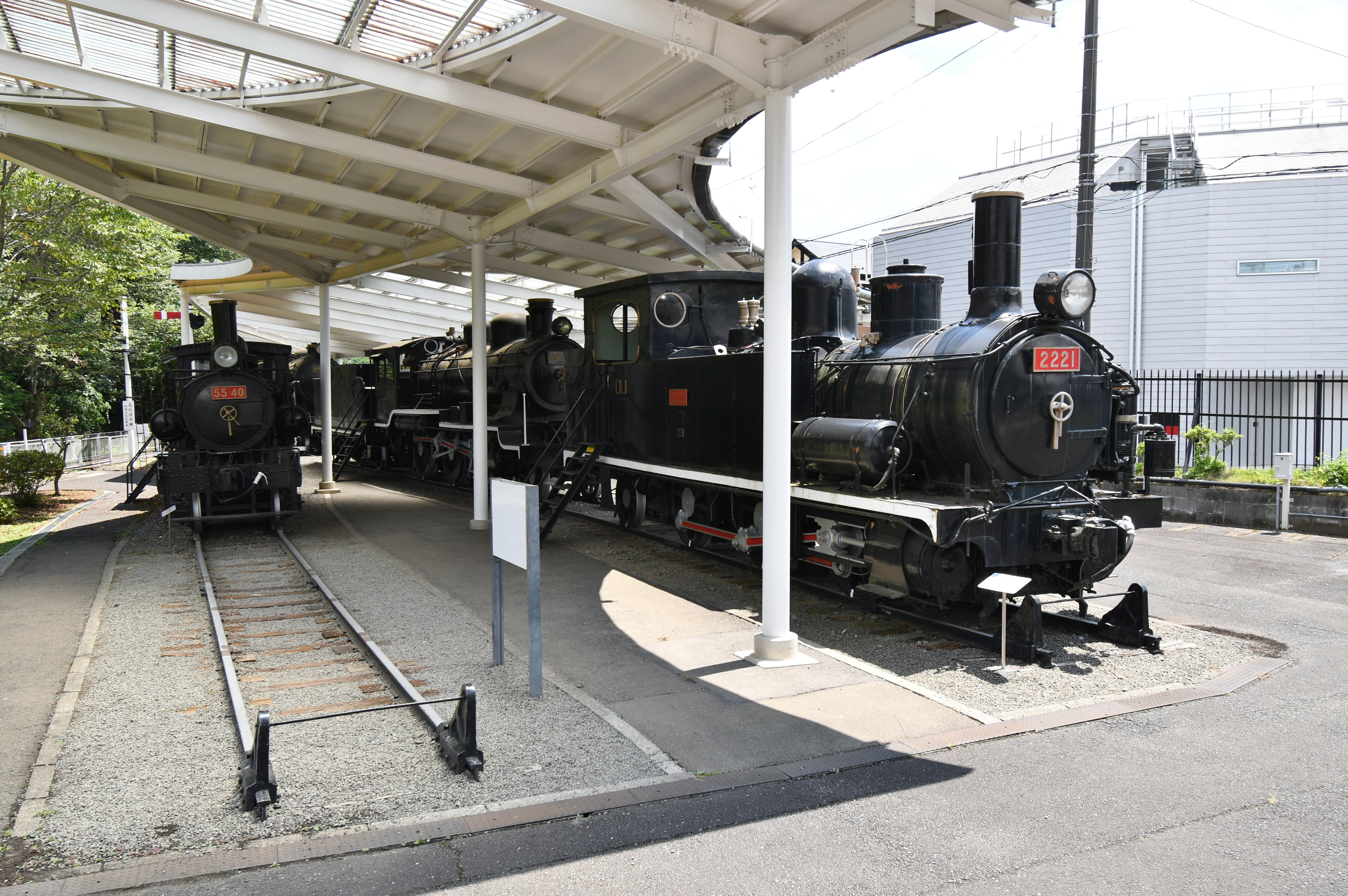
（左から）5540・9608・8620・2221

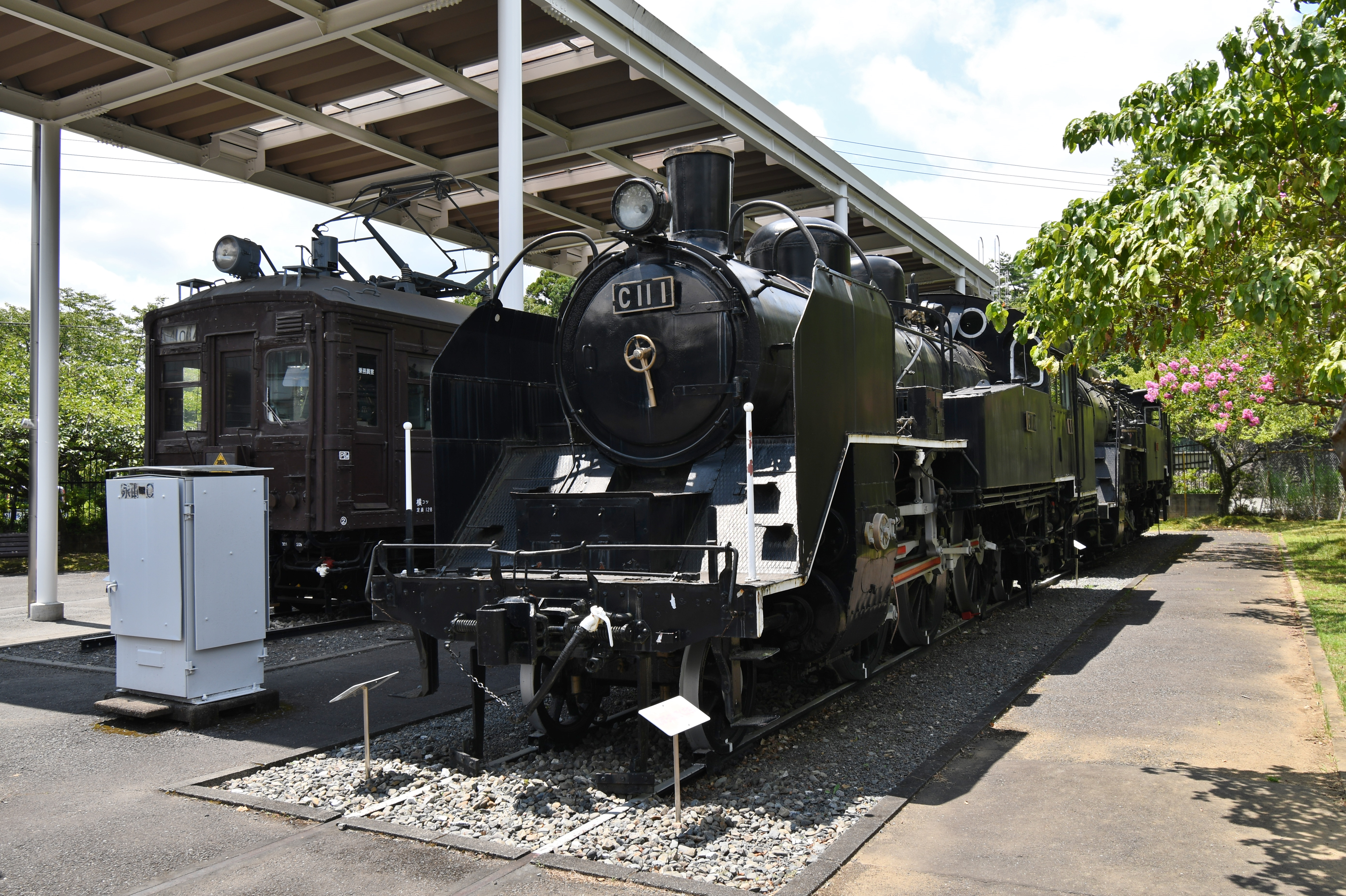
（左から）クモハ40054・C11 1・E10 2

- 2221（国鉄2120形蒸気機関車）- 1962年11月10日搬入

明治時代を代表する貨物・勾配線用タンク機関車B6クラスの1両。
- 5540（国鉄5500形蒸気機関車）- 1962年11月13日搬入

明治時代を代表する旅客用テンダ機関車。
- 8620（国鉄8620形蒸気機関車）- 1962年11月13日搬入

大正時代を代表する旅客用テンダ機関車8620形の初号機。
- 9608（国鉄9600形蒸気機関車）- 1963年1月8日搬入

大正時代を代表する貨物用テンダ機関車9600形の日本国内に現存する最若番機。
- C11 1（国鉄C11形蒸気機関車）- 1963年1月8日搬入

昭和時代を代表する汎用タンク機関車C11形の初号機。
- D51 452（国鉄D51形蒸気機関車）- 1972年12月20日搬入

昭和時代を代表する貨物用テンダ機関車D51形（デゴイチ）の1両。
- E10 2（国鉄E10形蒸気機関車）- 1963年1月8日搬入

国鉄最後の新製蒸気機関車E10形の1両。
- ED16 1（国鉄ED16形電気機関車）- 1980年10月14日搬入（準鉄道記念物、重要文化財）

国鉄の初期の標準型電気機関車として量産されたED16形の初号機。2018年に重要文化財に指定された。
- 0系22-75（新幹線0系電車・22形制御電動車）- 1985年3月搬入

民営化後、JR東日本のコーポレートカラーである緑色に合わせて200系と同様の塗色で窓周りと前面排障器（スカート）が塗り替えられていた時期もあったが、現在は元の青色に戻されている。
- クモハ40054（クモハ40形電車）- 2007年5月搬入

昭和30年代に僅かな期間であったが青梅電車区に配属になっており、その後、小山電車区に転属し日光線で使用、更に国府津電車区に転属し職員輸送車となった。また、JR八王子支社開設記念イベントで青梅線を走行した。

・ED60 1（国鉄ED60形電気機関車）-2024年12月3日搬入
　1986年頃から長野総合車両センターで整備されながら保管されてきた。2025年8月現在ではブルーシートで覆われている。　　
・115系クモハ115-1030（国鉄115系電車）-2025年6月9日搬入
　元は高崎地区で運用されており、引退後は長野総合車両センターで車籍が保持された状態で留置されていたが、2025年1月17日に除籍され、湘南色からスカ色に再塗装された。尚、クモハ115-1030は現役時代に一度もスカ色に塗装されたことがない。2025年8月現在ではED60 1と同様ブルーシートで覆われている。

## 展示予定の車両
・クハ201-1（国鉄201系電車）　

　2008年に引退した後は、豊田車両センターに車籍が保持された状態で留置されていた。以前は鉄道博物館で展示されるという構想があった。暫く大きな動きはあまりなかったが、2025年7月12日にドアステッカーが撤去された状態で大宮総合車両センターに配給輸送された。同車は今後当公園へ陸送されると思われる。　尚、大宮総合車両センターへ配給輸送される前に再塗装、車輪と台枠（JR西日本の201系から流用）の交換が行われた。　　　　　　　　　　　　

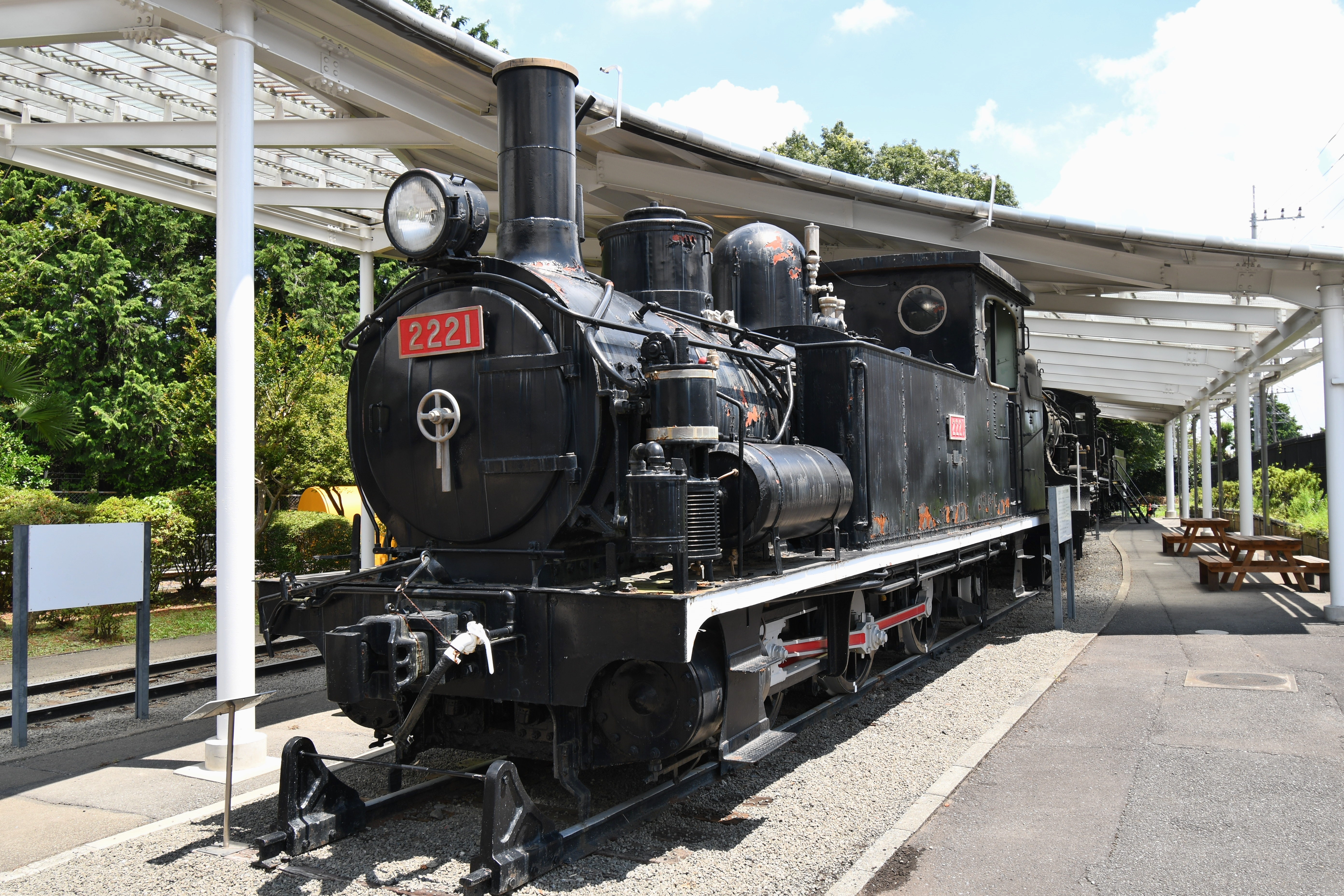
2221
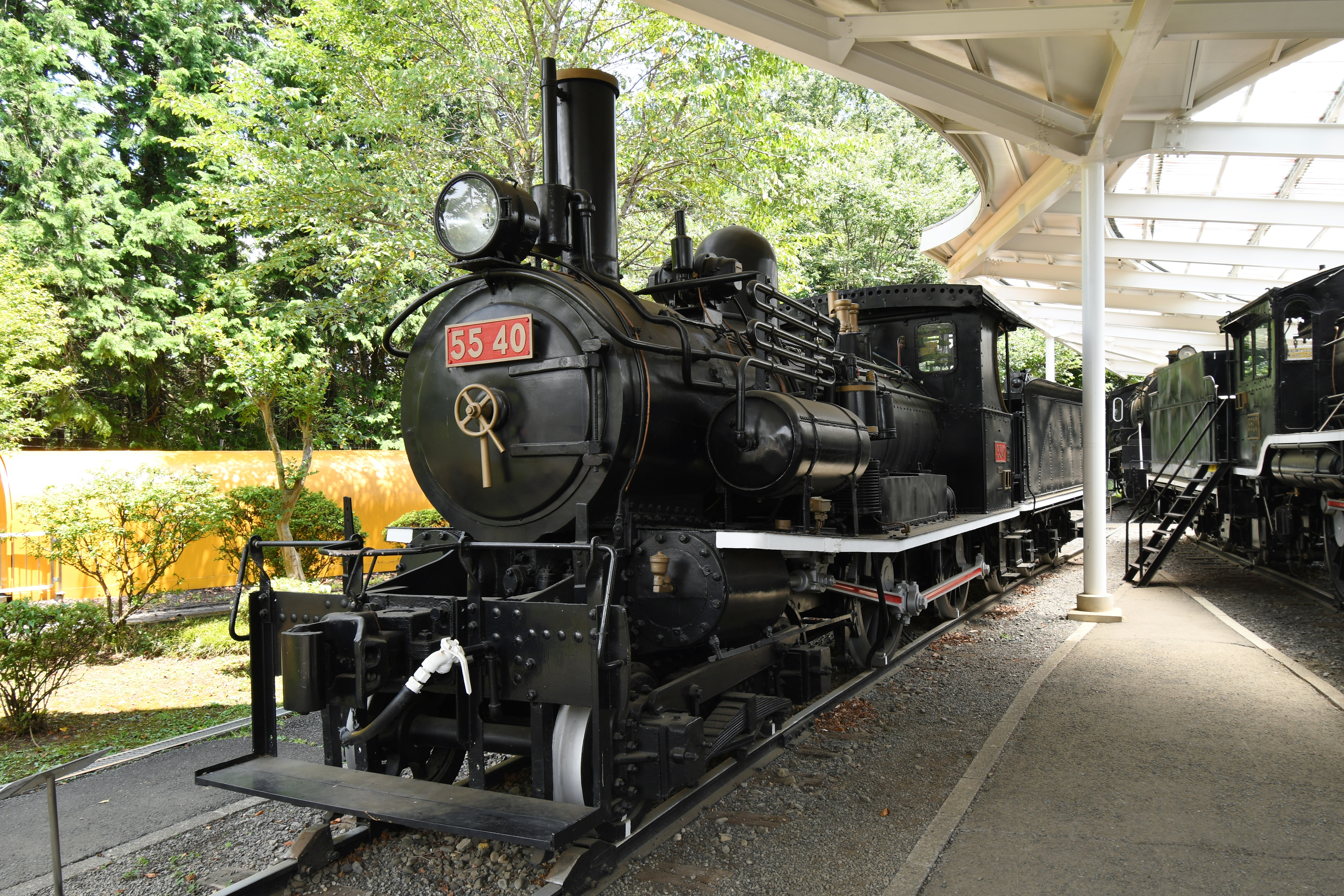
5540
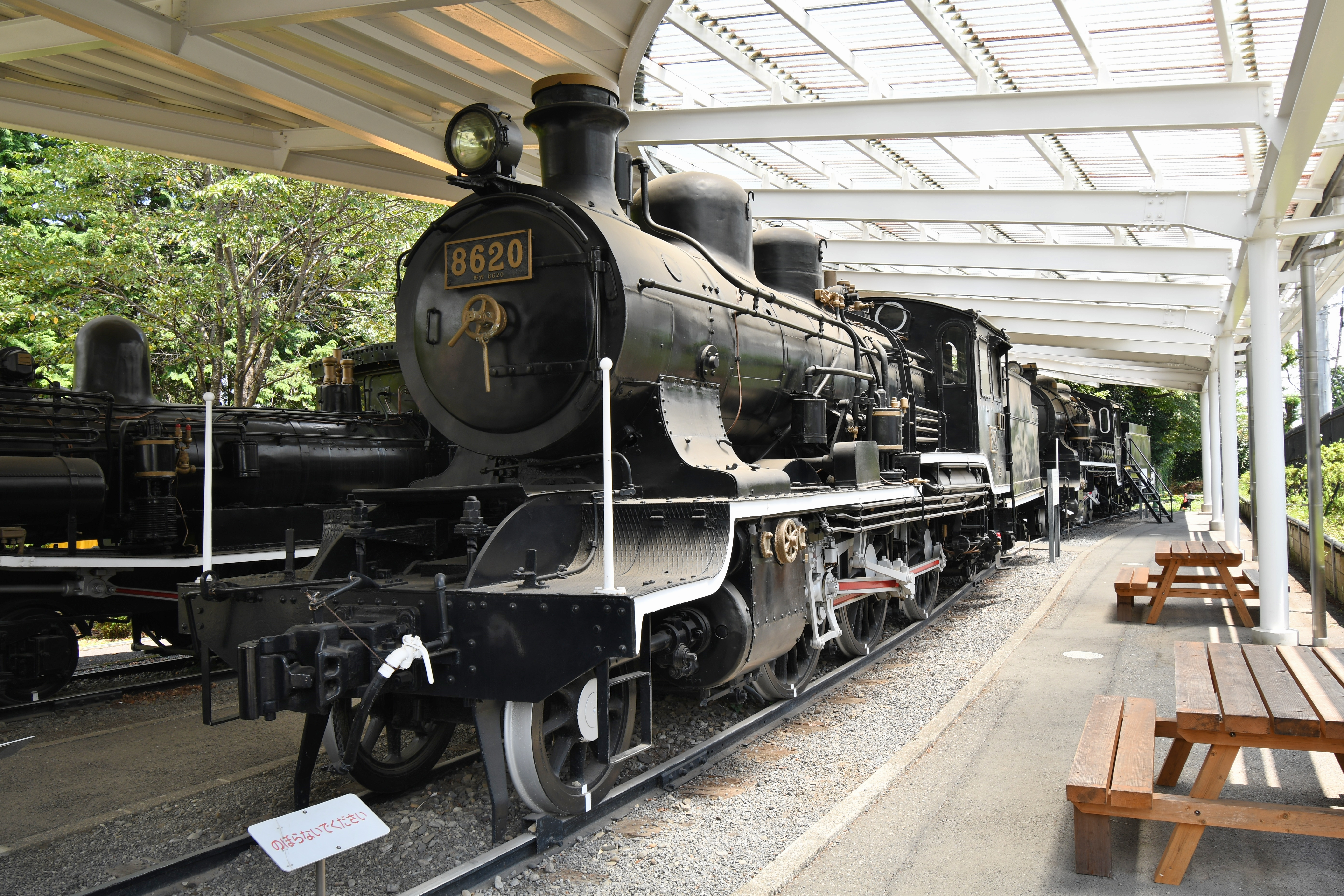
8620
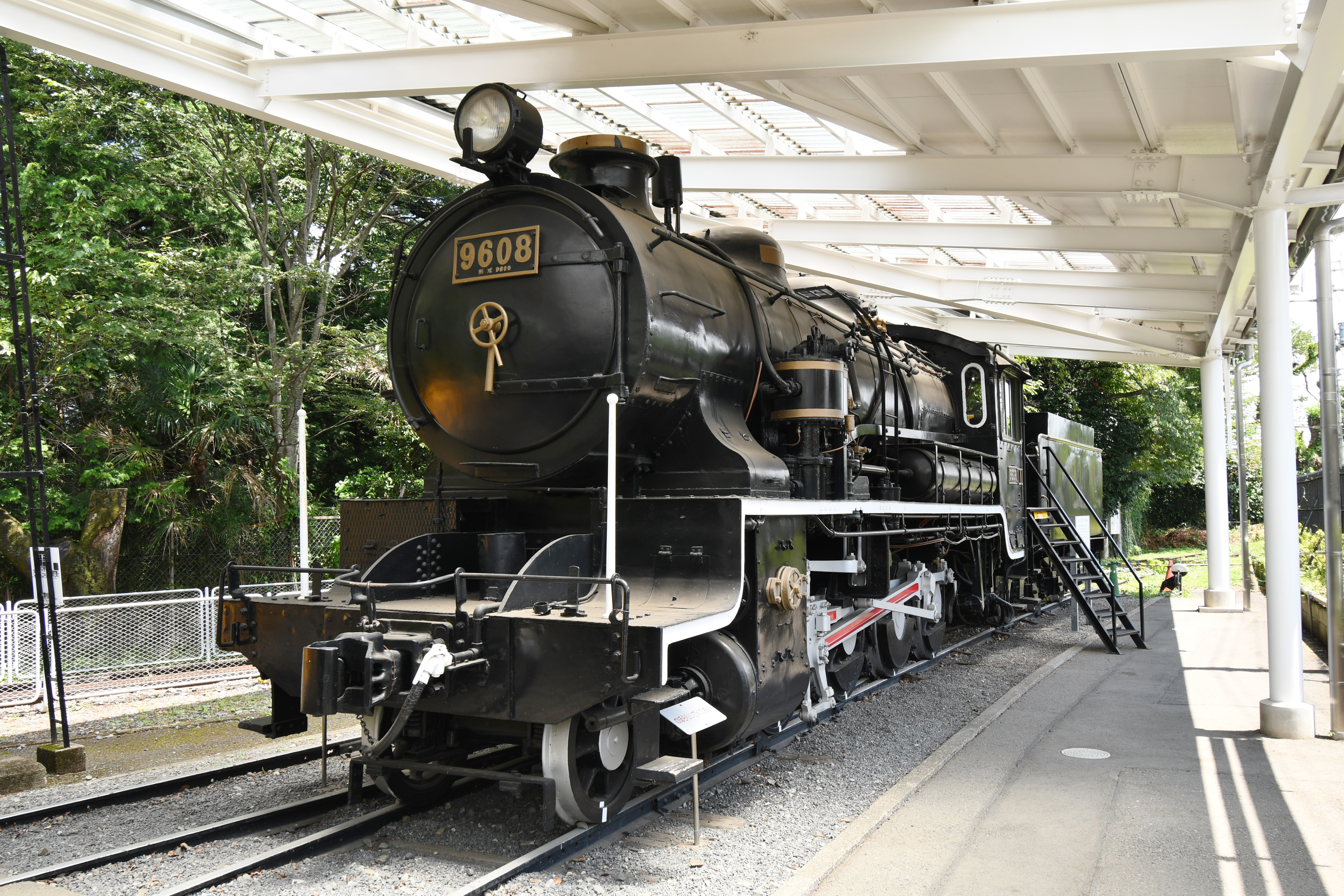
9608
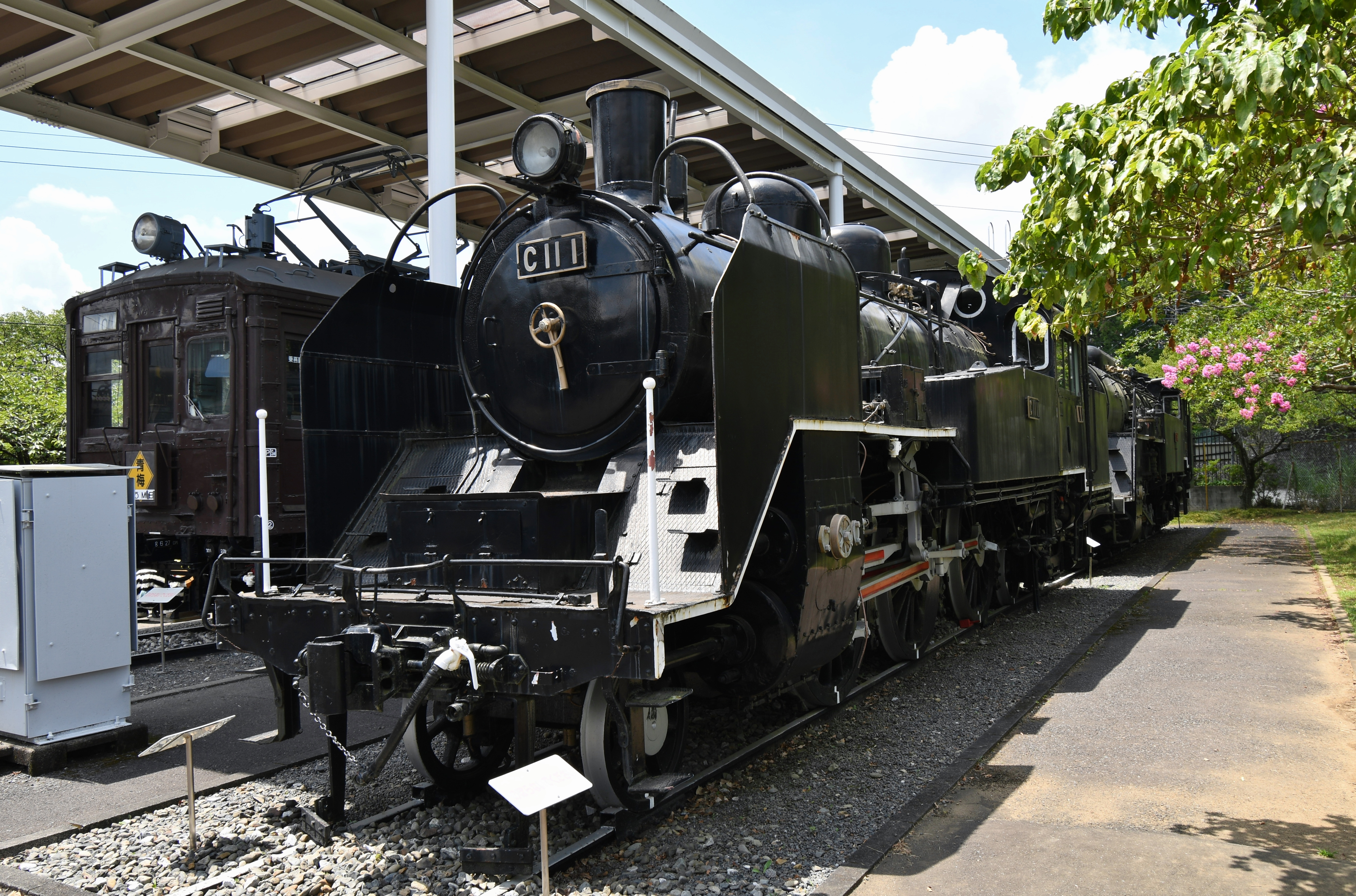
C11 1
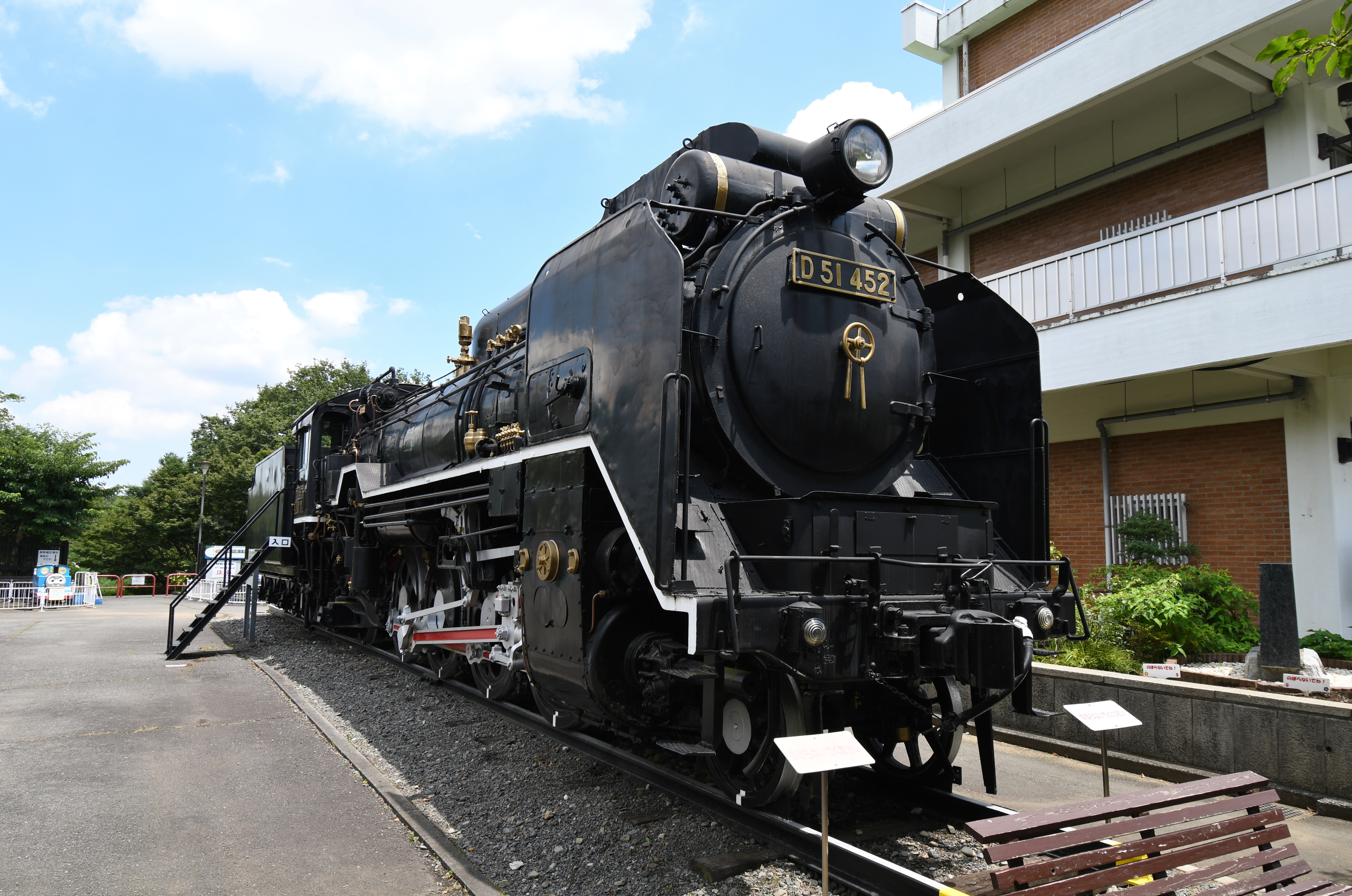
D51 452
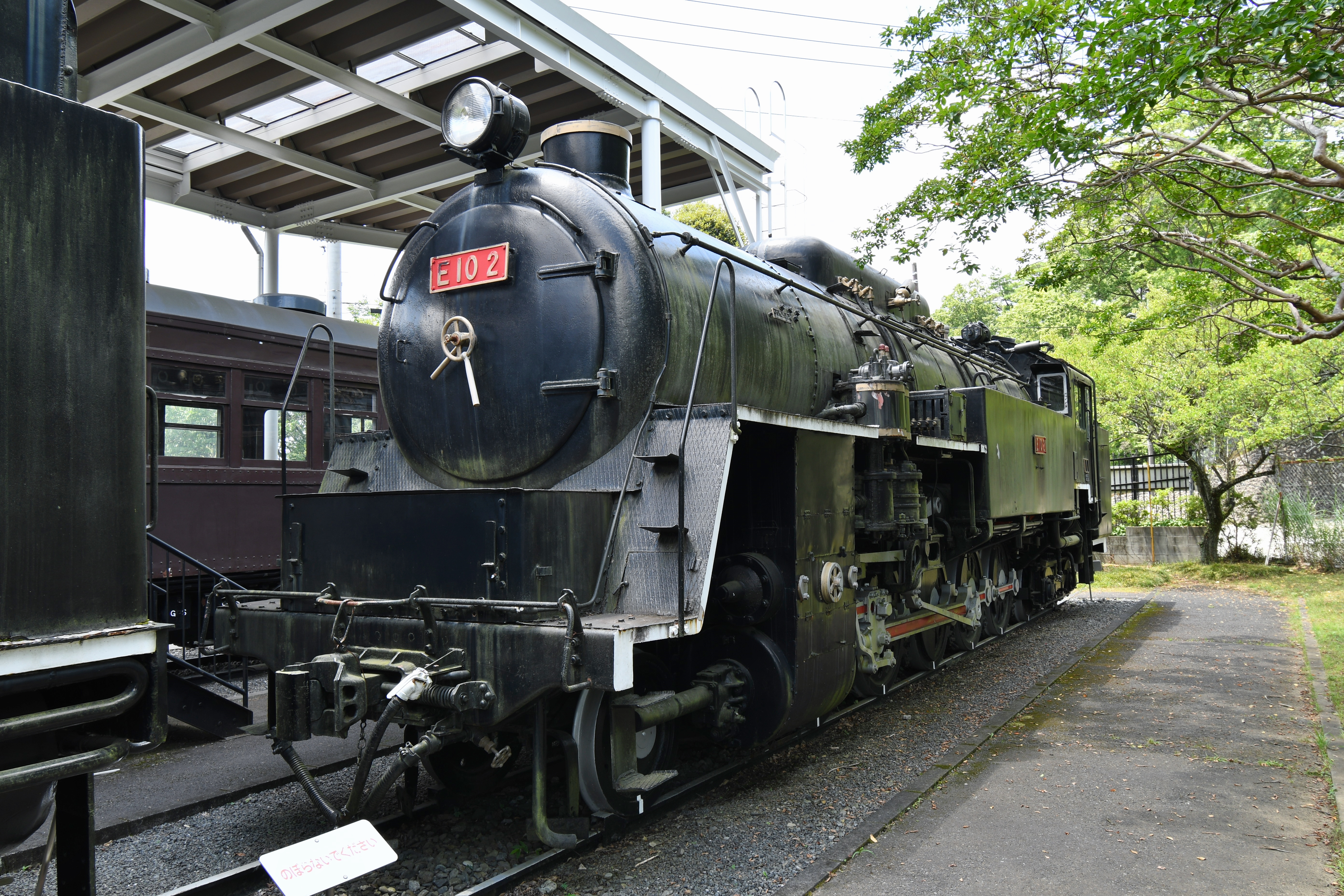
E10 2
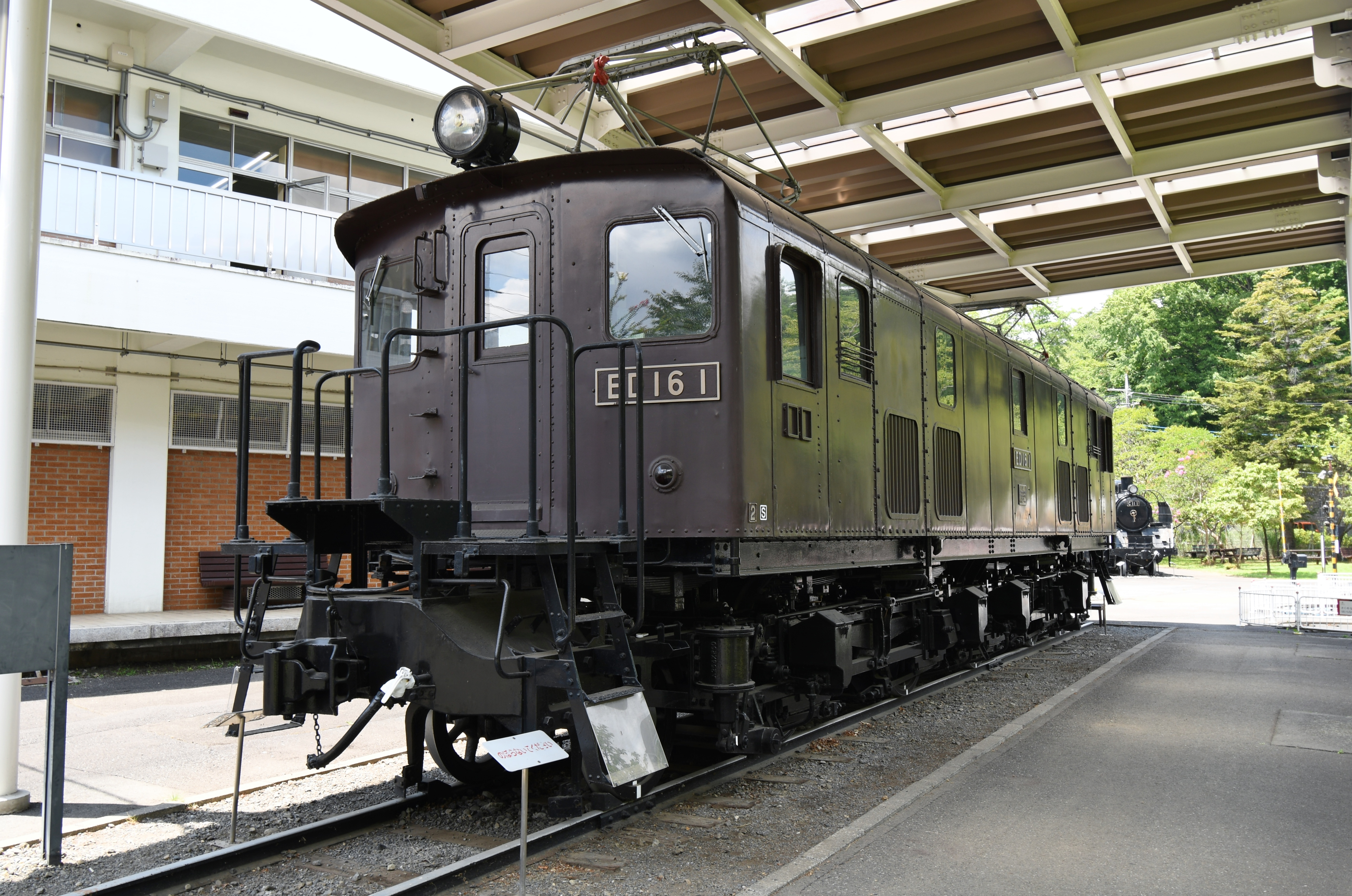
ED16 1
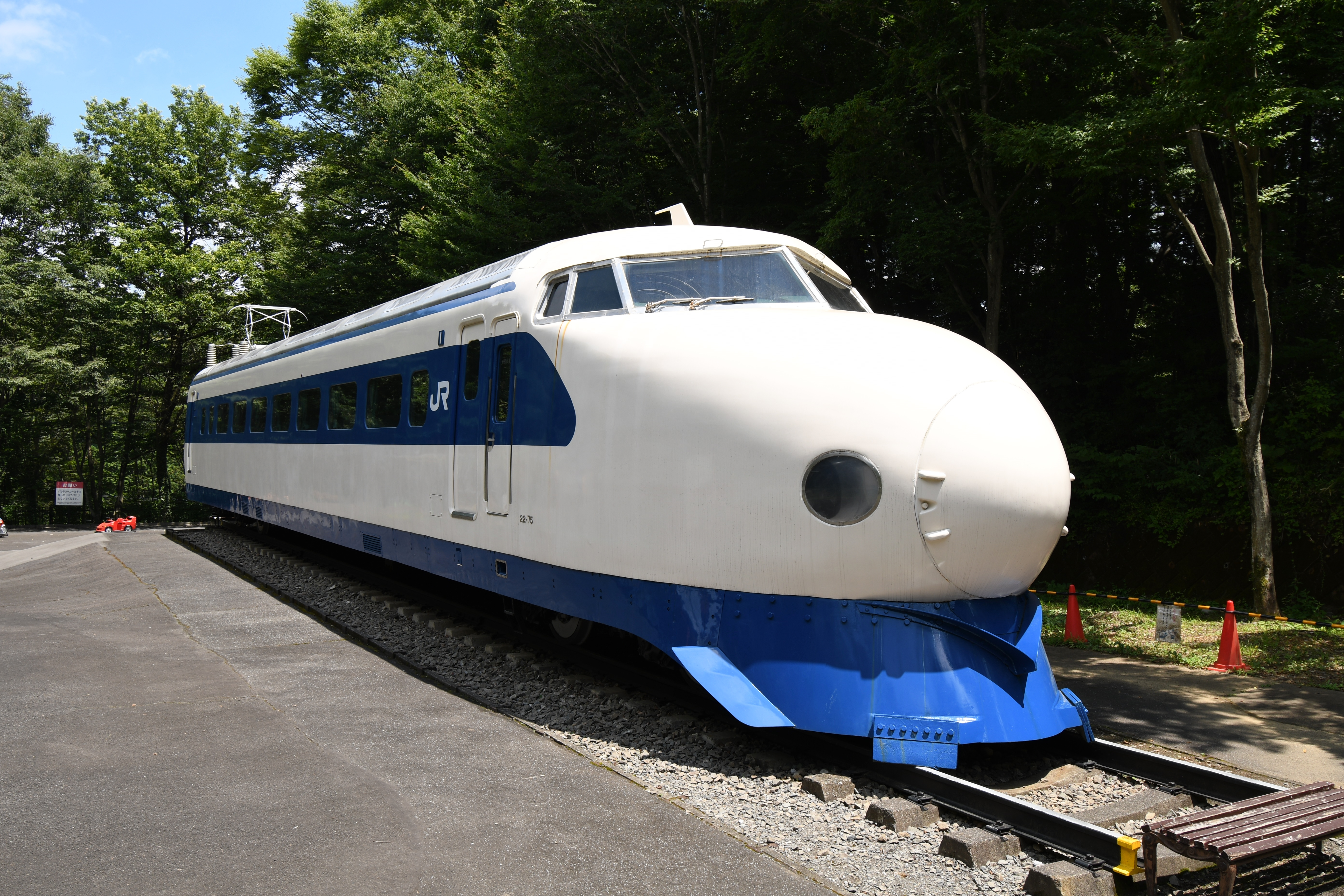
0系22-75
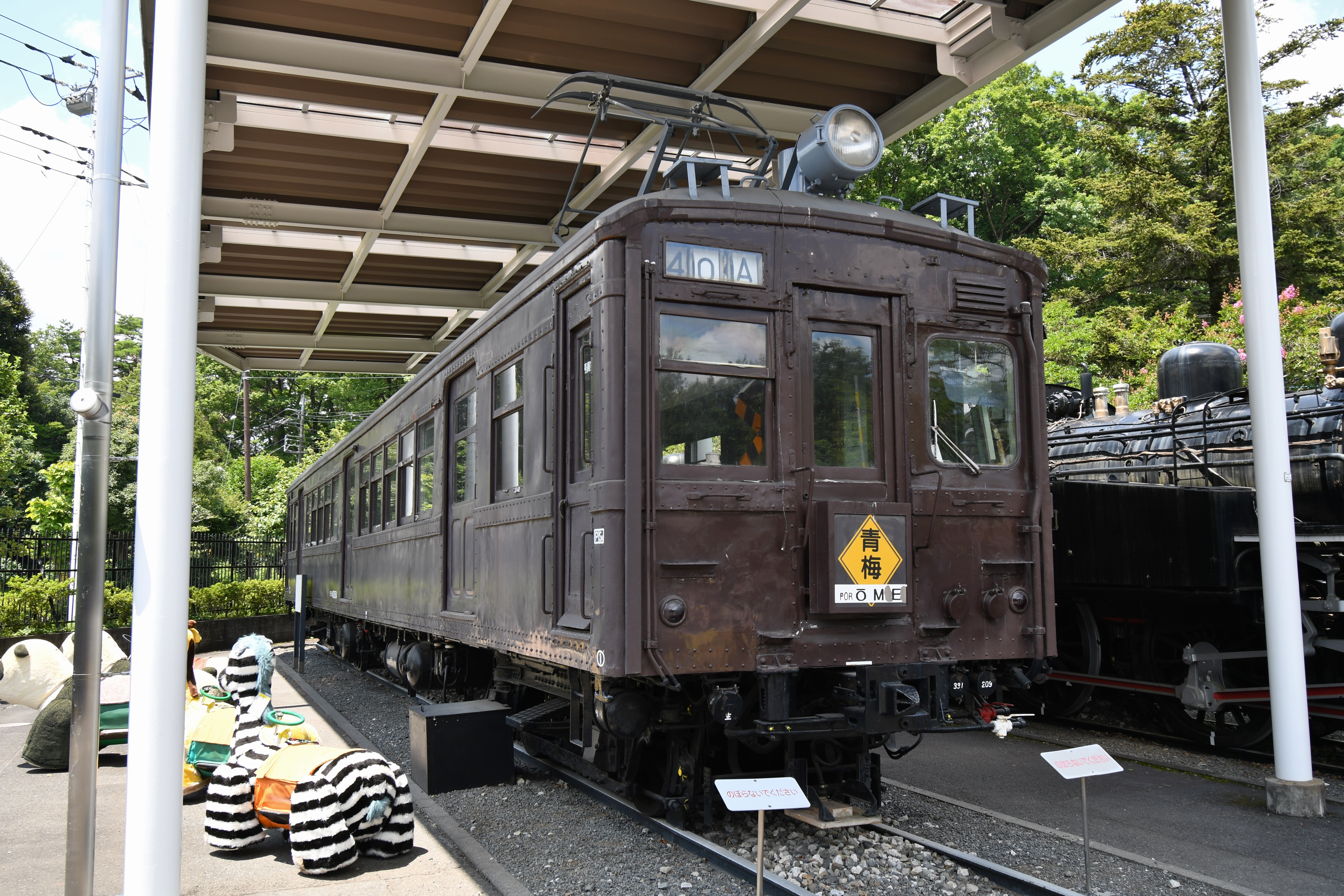
クモハ40054
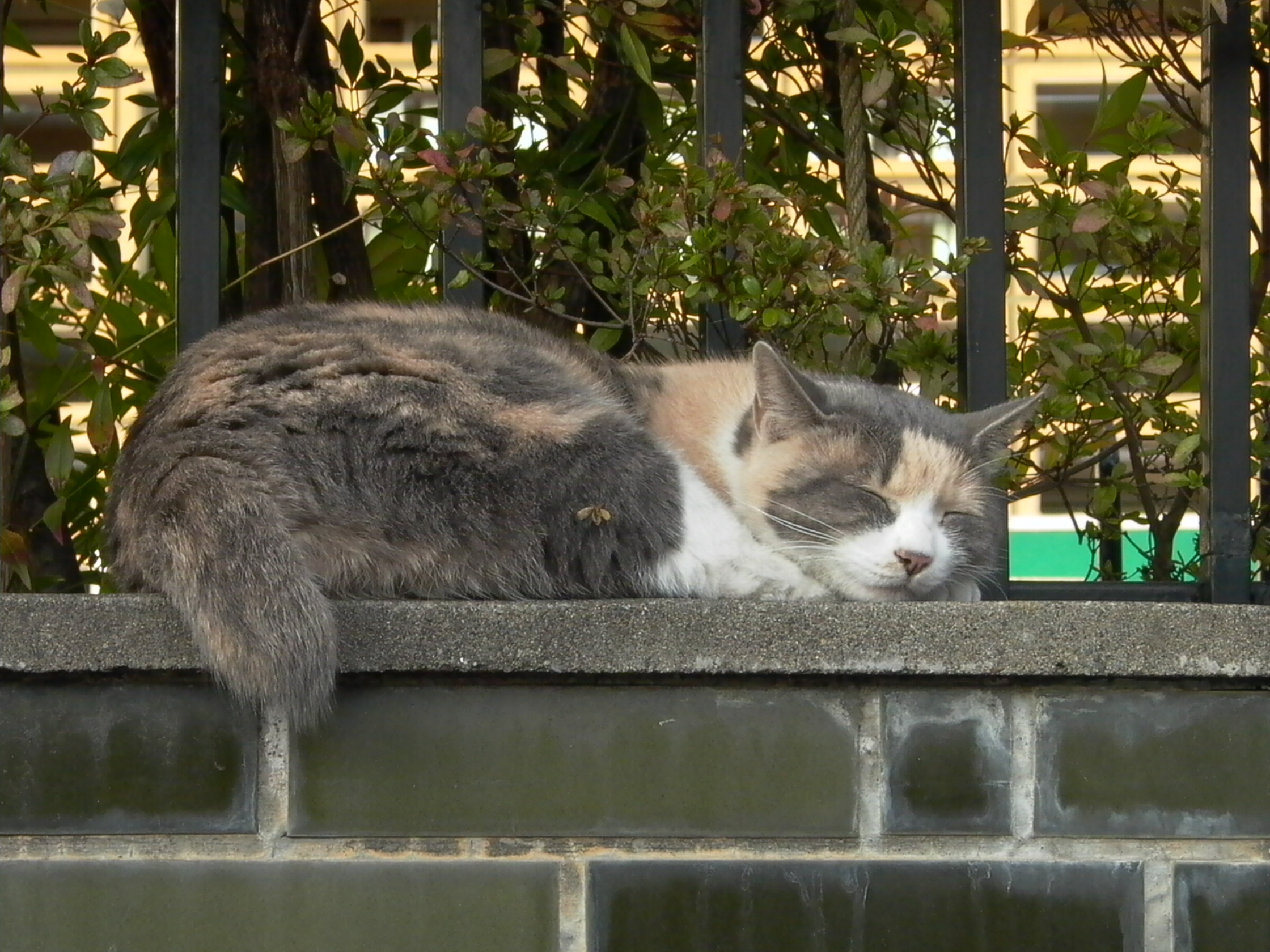
園長を務める三毛猫の「のら」。※就任3年前の様子

### 過去の展示車両

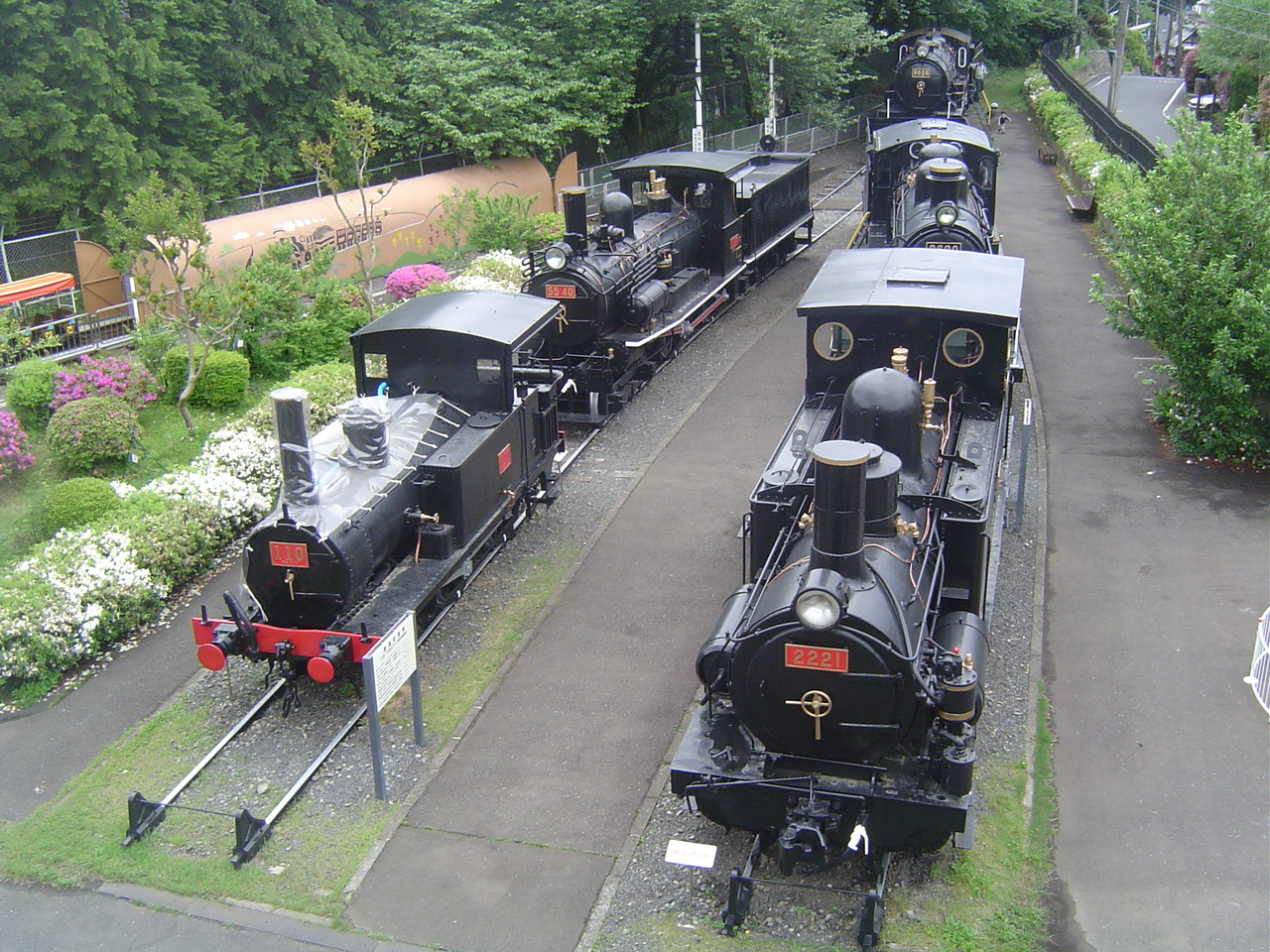
露天展示時代の園内保存蒸気機関車。
左：110、5540、右：2221、8620、奥：9608。

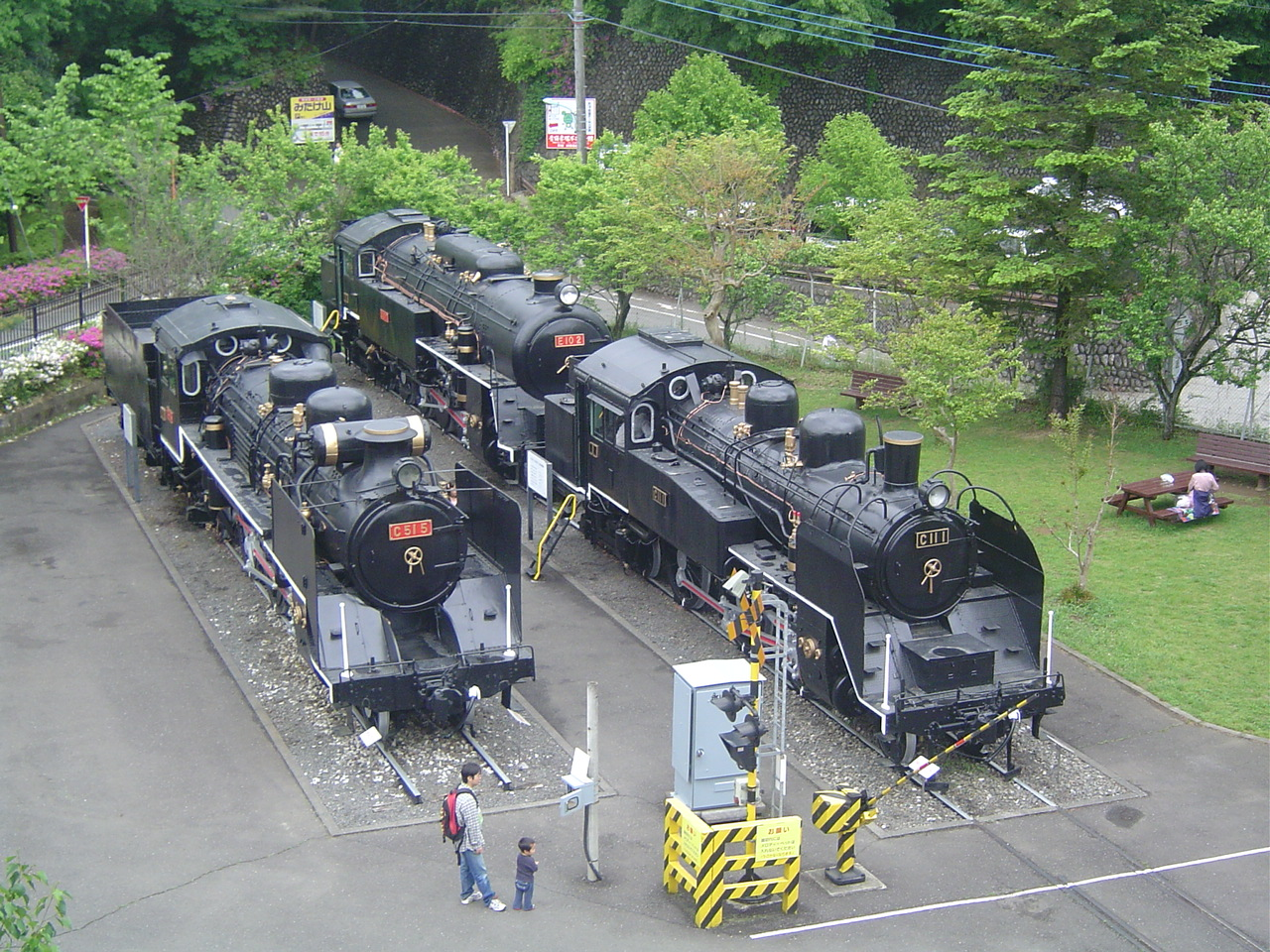
露天展示時代の園内保存蒸気機関車
（左から）C51 5、C11 1、E10 2。

- スシ28 102（国鉄スハ32系客車）- 1962年9月搬入、1980年解体

1935年、鉄道省鷹取工場製の食堂車スシ37800形スシ37820。
1962年に品川で廃車後、公園開園に合わせて搬入され、食堂として記念館の隣に展示された。1972年に記念館の裏に展示位置が変更となり、以前の展示場所にD51 452が搬入・展示された。1980年、老朽化が進んでいたことから、ED16 1を展示するために解体撤去されたため、物議を醸した。
TR73三軸ボギー台車のみ現存しており、交通博物館を経て鉄道博物館に展示されている。
- マイテ39 11（国鉄スハ32系客車）- 1963年9月29日搬入、1987年搬出

1930年、鉄道省大井工場製の桃山式内装展望車スイテ37010形スイテ37011。
経年損傷が激しくなったため、1987年に製造場所のJR東日本大井工場（現・東京総合車両センター）に移送され、1997年に修復された。現在は鉄道博物館で展示されている。
- C51 5（国鉄C51形蒸気機関車）- 1962年1月6日搬入、2007年5月搬出

1982年9月12日夜、台風18号に伴う大雨により、展示場所の地盤が崩落して転覆・損傷した。1983年3月20日より復旧作業が始まり、新しい展示場所に引き上げられ、修復された。2007年5月に搬出され、現在は鉄道博物館で展示されている。なお同機が展示されていた場所に現在はクモハ40054が展示されている。
- 110（国鉄110形蒸気機関車）- 1962年9月10日搬入、2019年9月2日搬出（鉄道記念物）

日本の鉄道開業時に新橋 - 横浜間を走った10両の機関車のうちの1両。1924年（大正13年）の廃車後、大宮工場で職員や見学者の教材として内部構造が分かるように車体右側の各部が切開され、同所で展示・保管されていた。1961年に鉄道記念物に指定され、翌年には公園開園に合わせて搬入された。園内で最古の車両であったが、2019年8月31日をもって展示を終了し、9月2日に搬出された。大宮総合車両センター（かつての大宮工場）で車体の修復と切開部の閉腹が行われ、2020年より桜木町駅（初代横浜駅）併設の商業施設「CIAL桜木町 ANNEX」に中等客車の実物大レプリカとともに展示されている。
- 開園当初、展示された数台の蒸気機関車は圧縮空気により汽笛を吹鳴することができた。

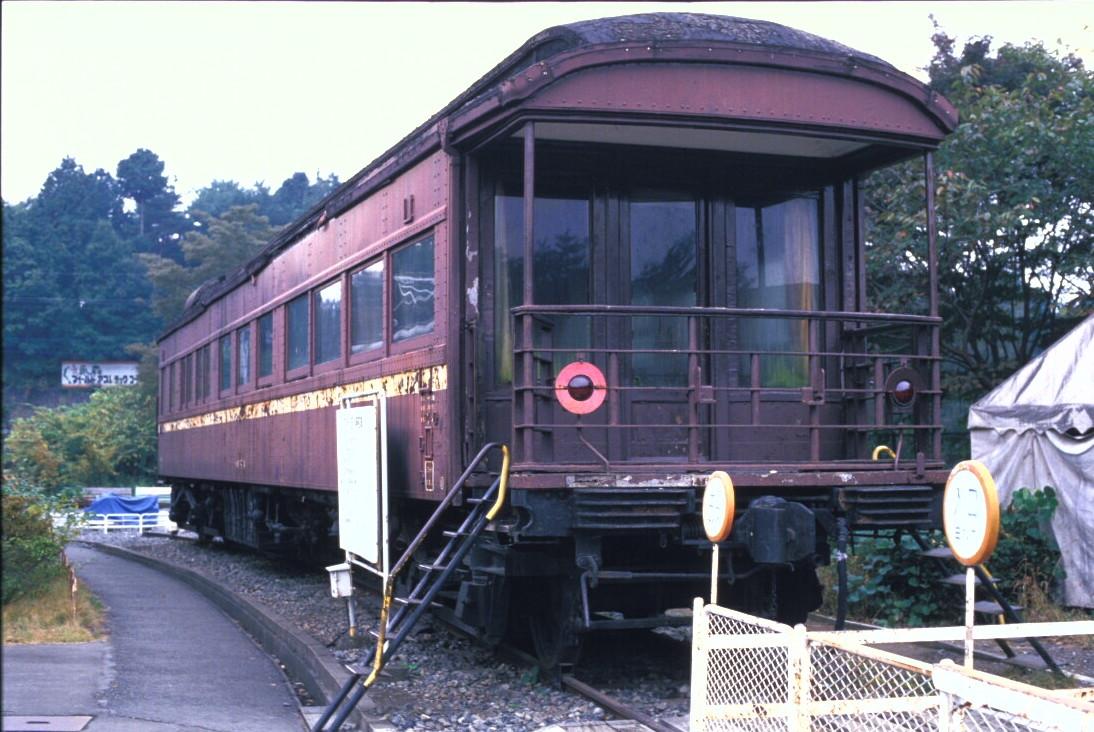
荒廃したマイテ3911
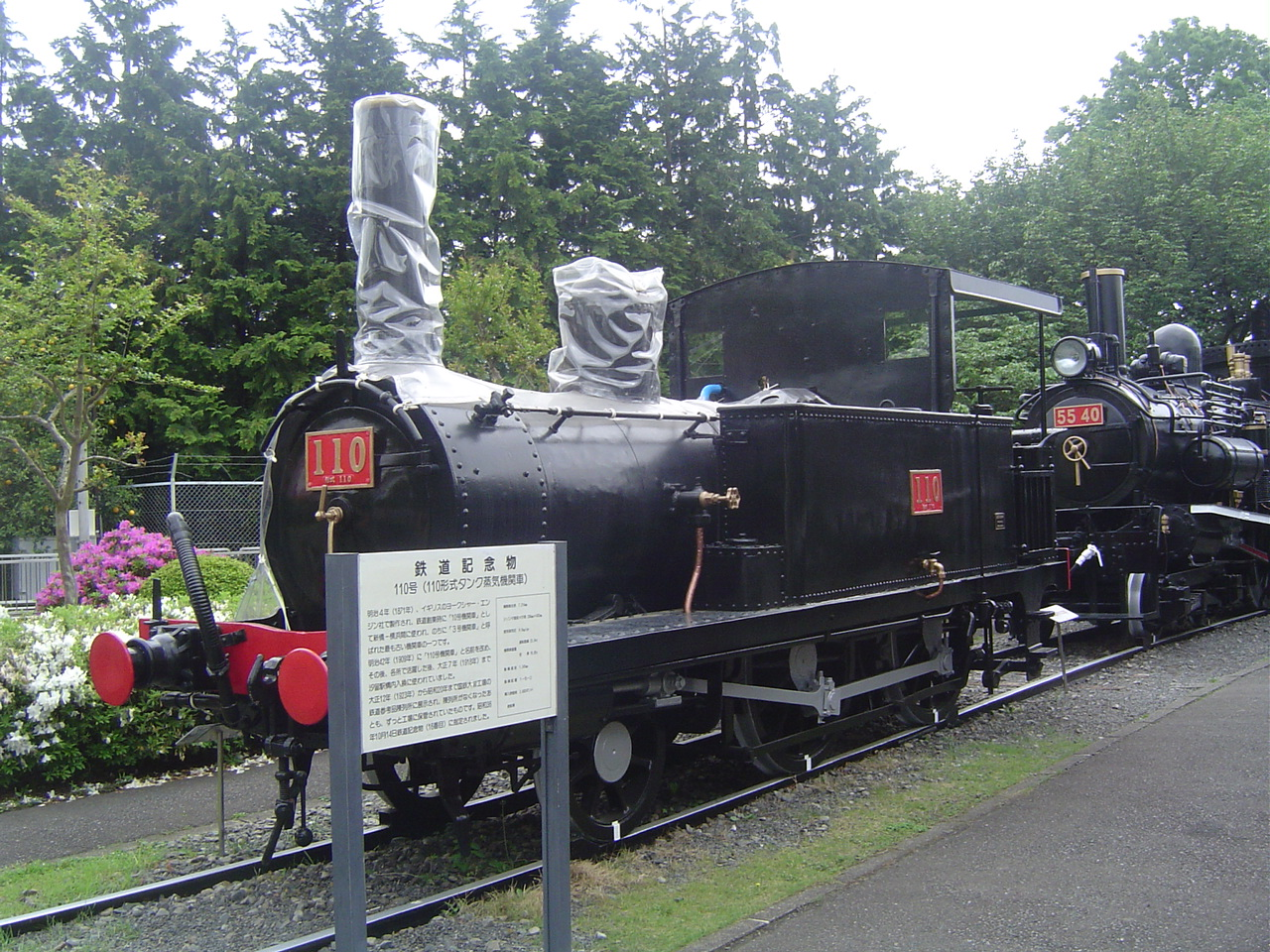
露天展示時代の110（シートが掛けられているのが切開部）

## 利用案内
- 開園時間：通年 10:00 - 16:30（入園は16:00まで）
- 休園日：月曜日（祝日・振替休日・都民の日の場合は開園し、翌日の火曜日休園となる。）
- 入場料

小学生以上：個人 100円/団体 50円（20名以上で適用）
70歳以上・障がい者手帳所持者は無料

### アクセス
青梅駅から徒歩15分（途中で急坂あり）。または青梅駅前や東青梅駅前、河辺駅前を発着する都営バス路線の「西分」バス停で下車し、徒歩6分。

## 鉄道開業150年事業（リニューアル）
2023年（令和5年）4月26日、東日本旅客鉄道株式会社・公益財団法人東日本鉄道文化財団・青梅市よりリニューアルの告知がなされた。
- 「中央線・青梅線の鉄道の歴史を伝える 学びの場」をコンセプトとしてリニューアルされる。
- 開園時に建てられた記念館の建替えや、展示物、展示車両の 見直し、追加などを検討する。
- 入園方法や園内設備等を見直し、サステナブルな運営を目指す。
- 工事による休園期間は、2023年（令和5年）9月1日から2025年度（令和7年度）末の予定である。